# アレクサンドル・ジューコフ
アレクサンドル・ドミートリエヴィチ・ジューコフ（ロシア語: Алекса́ндр Дми́триевич Жу́ков、ラテン文字転写の例：Aleksandr Dmitrievich Zhukov、1956年6月1日 - ）は、ロシアの政治家。ロシア連邦政府副首相を経て、ロシア連邦議会下院国家院第一副議長。2010年からロシアオリンピック委員会会長。サッカーとチェスが趣味でロシアチェス連盟会長である。英語が堪能。

## 来歴

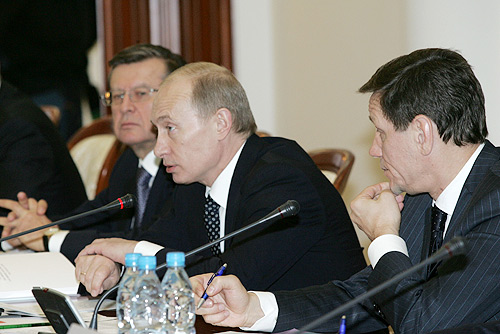
ジューコフ（右）、プーチン（中央）、ズプコフ（左）

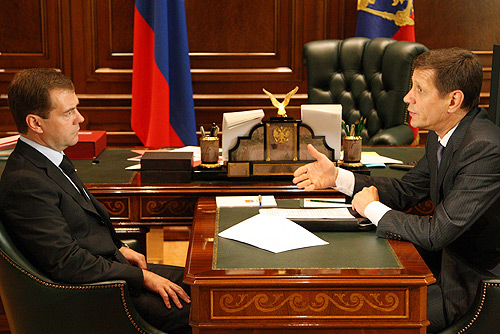
メドヴェージェフ大統領（左）と会談するアレクサンドル・ジューコフ（2008年）

1956年6月1日モスクワに生まれる。1978年モスクワ大学経済学部を卒業する。ゴスプラン（ソ連国家計画委員会）付属上級経済課程修了。1978年ソ連科学アカデミーシステム研究所に勤務。1980年から1991年まで、ソ連大蔵省通貨経済局に勤務し、対外経済関係や国際金融部門でエコノミストや部長として活躍した。1991年ハーバード大学ビジネス・スクールに短期留学し、同大学から学位を授与される。同年貿易会社「アフトトラクトロエクスポルト」副社長に就任する。1993年下院国家会議選挙に立候補し当選する。当選後は、蔵相、第一副首相をつとめた急進改革派政治家のボリス・フョードロフが代表を務める院内会派「前進せよ（進め）、ロシア」に所属する。同年フョードロフの下で「十二月十二日自由民主同盟」副議長に就任。1995年下院議員選挙では「前進せよ、ロシア」から比例区で立候補し当選する。1998年下院予算・税制・銀行・金融委員会委員長。1999年下院選挙では、「祖国・全ロシア」から比例区で立候補し三選を果たした。当選後は、会派「ロシアの地域」に所属する。2003年12月下院選挙でプーチン与党の「統一ロシア」から比例区に立候補し、当選。四選する。当選後は、下院第一副議長に選出された。2004年3月9日、第1次ミハイル・フラトコフ内閣の副首相に任命される。プーチンの信頼が厚く、プーチン後継大統領や首相候補に擬されたこともあった。2011年からロシア連邦議会下院国家会議第一副議長。また2010年からロシアオリンピック委員会総裁も務めている。
2013年9月、国際オリンピック委員会委員に就任。
2014年9月29日、2022年冬季オリンピックの立候補都市を調査する評価委員会の委員長に就任。
2016年7月19日、国際オリンピック委員会は、ロシアが2014年ソチ冬季オリンピックで薬物検査の陽性反応を組織的に隠蔽していたという世界反ドーピング機関（WADA）の報告を受け、ロシアをリオデジャネイロオリンピックから除外することを検討すると発表した。7月20日、これを受けて、ジューコフはロシア陸上選手のドーピングリオデジャネイロ五輪をボイコットすることは考えていないと語った。
7月28日、ジューコフは、ロシア代表選手団の出発セレモニーに出席し、リオ五輪のロシア代表選手団の最終的名メンバー構成は7月30日か31日に発表されると語り、選手団はドーピングをしていないクリーンな選手からなると語った。